# Agustina de Aragón
Agustina Raimunda María Saragossa Domènech, llamada Agustina de Aragón (Reus o Barcelona, 4 de marzo de 1786 - Ceuta, 29 de mayo de 1857) fue una defensora de Zaragoza durante los Sitios, en la Guerra de la Independencia Española.

## Biografía
Hija de Pedro Juan Francisco Ramón Saragossa Labastida, obrero, y de Raimunda Domènech Gasull, ambos naturales de Fulleda (Lérida), fue bautizada el 6 de marzo de 1786 en la basílica de Santa María del Mar de Barcelona.
Agustina se casó a los 17 años con Juan Roca Vilaseca, cabo de artillería, el 17 de abril de 1803 en la iglesia de Santa María del Pino de Barcelona. El matrimonio tuvo un hijo varón cuyo nombre se desconoce, que murió a la corta edad de cinco años, en 1809, cuando eran conducidos como prisioneros, tras la capitulación de Zaragoza, camino de Francia, falleciendo el niño al llegar a Ólvega (Soria), debido a la peste, el cansancio del viaje y el hambre. Su marido participó desde el principio en la Guerra de la Independencia Española, tomando parte en la batalla del Bruch. Los acontecimientos de la guerra los llevaron a Agustina y a él a Zaragoza.
Durante el asedio de esa ciudad, Agustina llevó a cabo la acción que la hizo célebre. Tras haber caído heridos o muertos todos los defensores de la puerta llamada del Portillo, las tropas francesas se apresuraron a tomarla al asalto. Agustina, que llevaba la comida a su marido, tomando la mecha de manos de un artillero herido consiguió disparar un cañón sobre las tropas francesas que corrían sobre la entrada. Dice la leyenda que los asaltantes franceses, temiendo una emboscada, se batieron en retirada, y nuevos defensores acudieron a tapar el boquete, defendiéndose la ciudad una vez más.

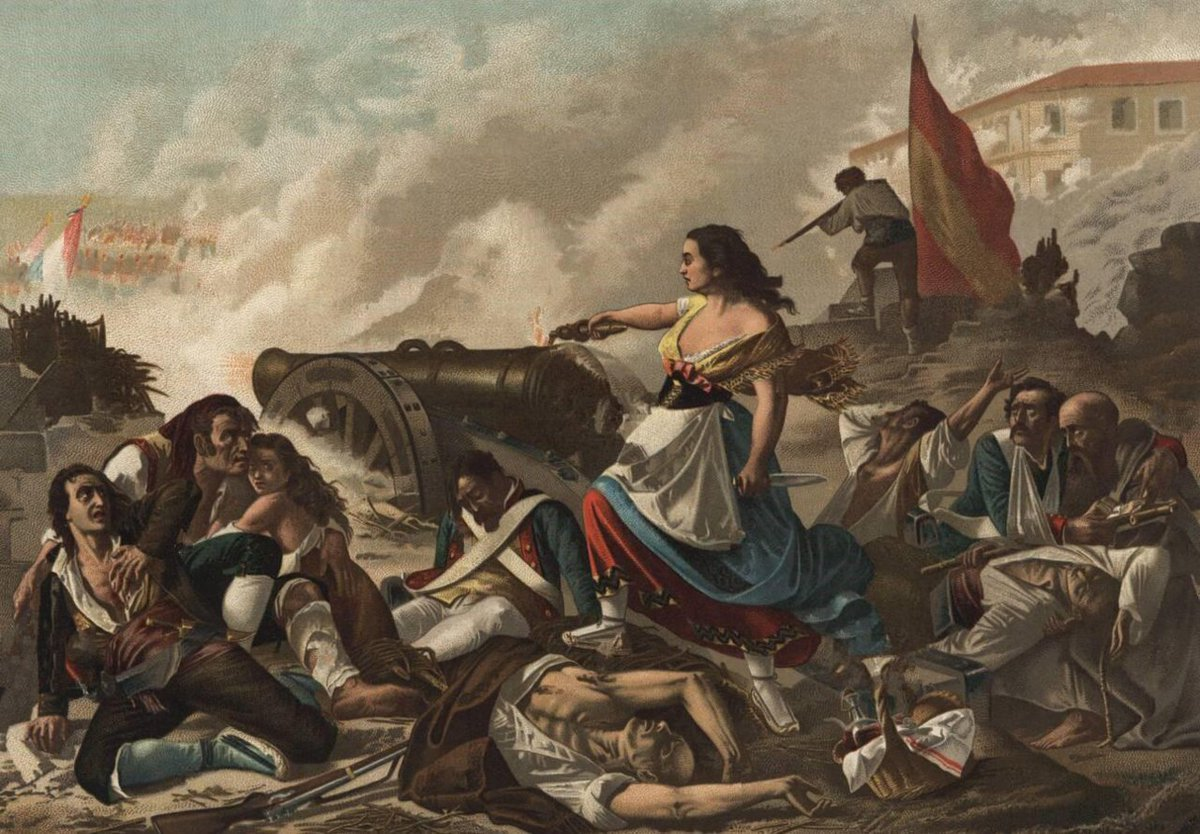
La defensa de Zaragoza, de Miguel Navarro Cañizares (1862).

Había nacido el mito de Agustina de Aragón o La Artillera, nombre que se le dio a partir de entonces a la mujer, que, en un momento en que eran tan necesarios los ejemplos de heroísmo, pasó a ocupar un lugar destacado en las páginas de los libros de historia de España.
Nuevamente la leyenda cuenta que, enterado el general Palafox de tal hazaña, mandó llamar a la joven y allí mismo, sobre el campo de batalla, la felicitó y concedió el distintivo de subteniente con el uso de los escudos de distinción con el lema de cada uno de ellos: "Defensora de Zaragoza" y "Recompensa del valor y patriotismo". La realidad es algo más sobria: Palafox efectivamente admitió a Agustina dentro del cuerpo de artilleros, pero como artillero raso. Probablemente el nombramiento tenía tanto de práctico como de honorífico: la pertenencia al cuerpo de artilleros proporcionaba a Agustina el derecho a comer del rancho de los soldados, lo que no era desdeñable en una ciudad sitiada. Posteriormente, sin embargo, Agustina conseguiría sucesivamente los galones de Sargento y de Subteniente.
Agustina no cesó en su empeño de defender su ciudad de los franceses y participó activamente en la defensa de otros sitios de Zaragoza. El 21 de febrero de 1809 y tras dos meses de frenética resistencia, la ciudad no pudo aguantar la presión de las tropas napoleónicas y cayó.
El 30 de agosto de 1809 la junta central le da el grado de subteniente.
Agustina fue tomada prisionera y liberada en un canje junto al capitán José Carratalá Martínez. Recorrió gran parte de España como animadora de los ejércitos, donde su gesta se había hecho muy conocida. Participó en múltiples combates, incluido el asedio francés a Tarragona. Su carrera militar concluyó en la Batalla de Vitoria, con las fuerzas del general Morillo, que le extendió un certificado por su participación en dicho combate.

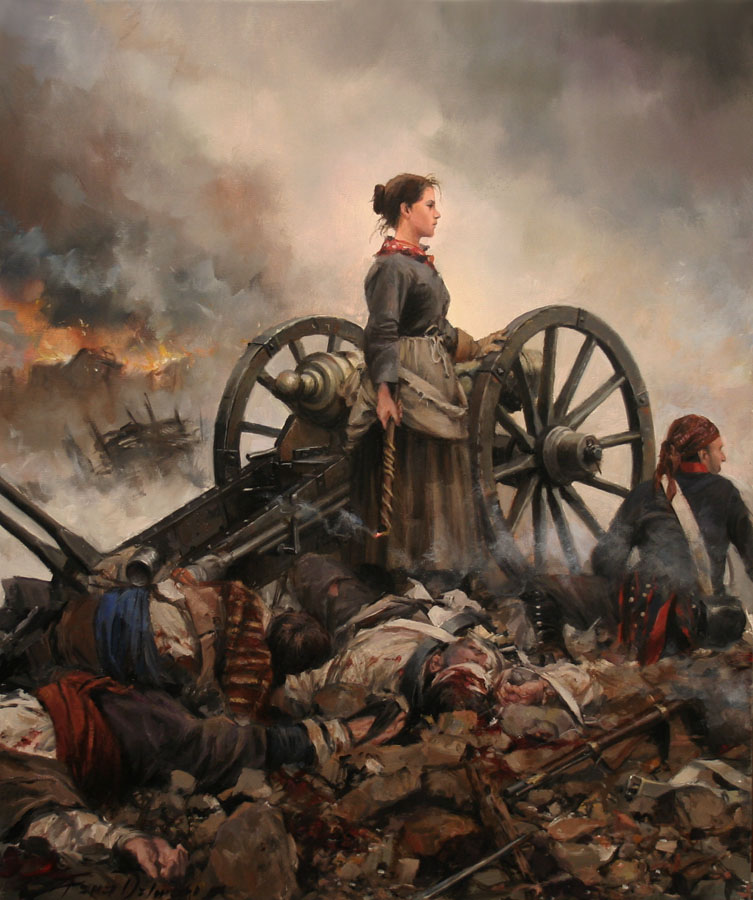
Agustina de Aragón imaginada por el pintor Augusto Ferrer-Dalmau en 2012.

Terminada la guerra, y reunida de nuevo con su marido, Agustina dio a luz en 1818 a su segundo hijo, Juan. Su marido, enfermo de tisis, falleció con el grado de teniente en el Hospital Militar del Seminario de Barcelona el 1 de agosto de 1823.
Casó en segundas nupcias, el 12 de marzo de 1824,  con el médico almeriense Juan Eugenio Cobos de Mesperuza (I Barón de Cobos de Belchite), teniendo de ese matrimonio, en 1825, una hija llamada Carlota. Poco después Agustina, Juan Cobos, Carlota y Juan, una nueva familia se trasladan a Sevilla donde Juan Cobos ejerce de médico. Sin embargo, su marido defendía a los carlistas lo que hizo que se separasen.
En 1847 contrajeron matrimonio en Sevilla los dos hijos de Agustina de Aragón, pero Carlota, casada con un militar destinado en Ceuta,  llamado Francisco Atienza y Morillo, se trasladaría a esa ciudad, a la que Agustina comenzó a viajar con frecuencia, hasta que en 1853 estableció en ella su residencia. Juan se queda en Sevilla con su padrastro, que le ayuda con sus estudios de medicina, donde ejerció como médico hasta su muerte en 1885.
Murió en su domicilio de la calle Soberanía Nacional (actualmente calle Real) número 37 de Ceuta el 29 de mayo de 1857, a los 71 años de edad, a causa de una bronconeumonía, y fue enterrada en el cementerio de Santa Catalina de dicha ciudad. Hasta 1870 no fueron trasladados sus restos a Zaragoza, descansando primero en la Basílica del Pilar y, desde el 14 de junio de 1908, en la capilla de la Anunciación de la Iglesia de Nuestra Señora del Portillo, donde son venerados como los de una gran heroína que con valor y decisión repelió las adversidades. Se la considera como uno de los símbolos más representativos de la resistencia española contra el invasor francés.

## Homenajes
En 1913 fue colocada una placa conmemorativa en la casa ceutí donde murió.
Fue cantada por Lord Byron en su Childe Harold.
Desde 1969 algunas calles de Jaén, Granada, Valladolid,Aranda de Duero, Madrid, Getafe, Móstoles, Valdemoro y en otras muchas ciudades y pueblos de la geografía nacional, han sido bautizadas con su nombre.

## Galería

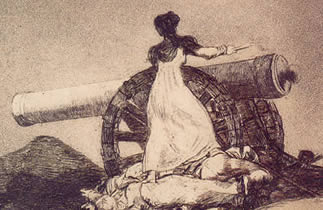
Agustina de Aragón, por Goya.
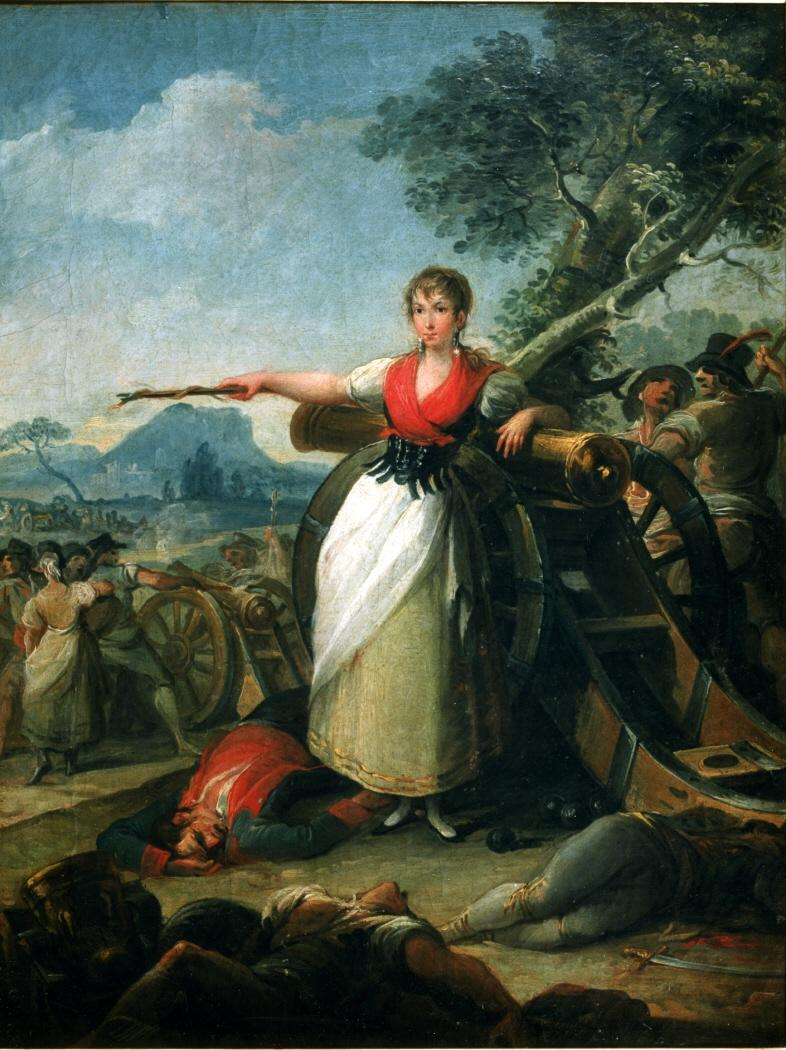
Agustina de Aragón, por Juan Gálvez.
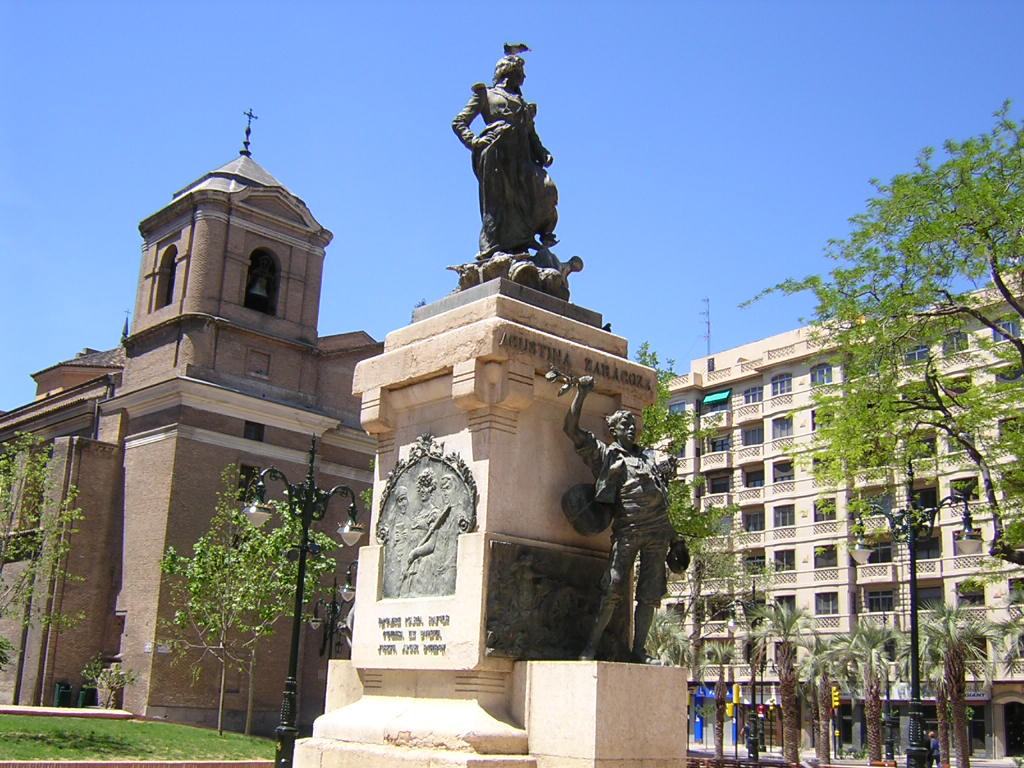
Monumento a Agustina de Aragón en Zaragoza.
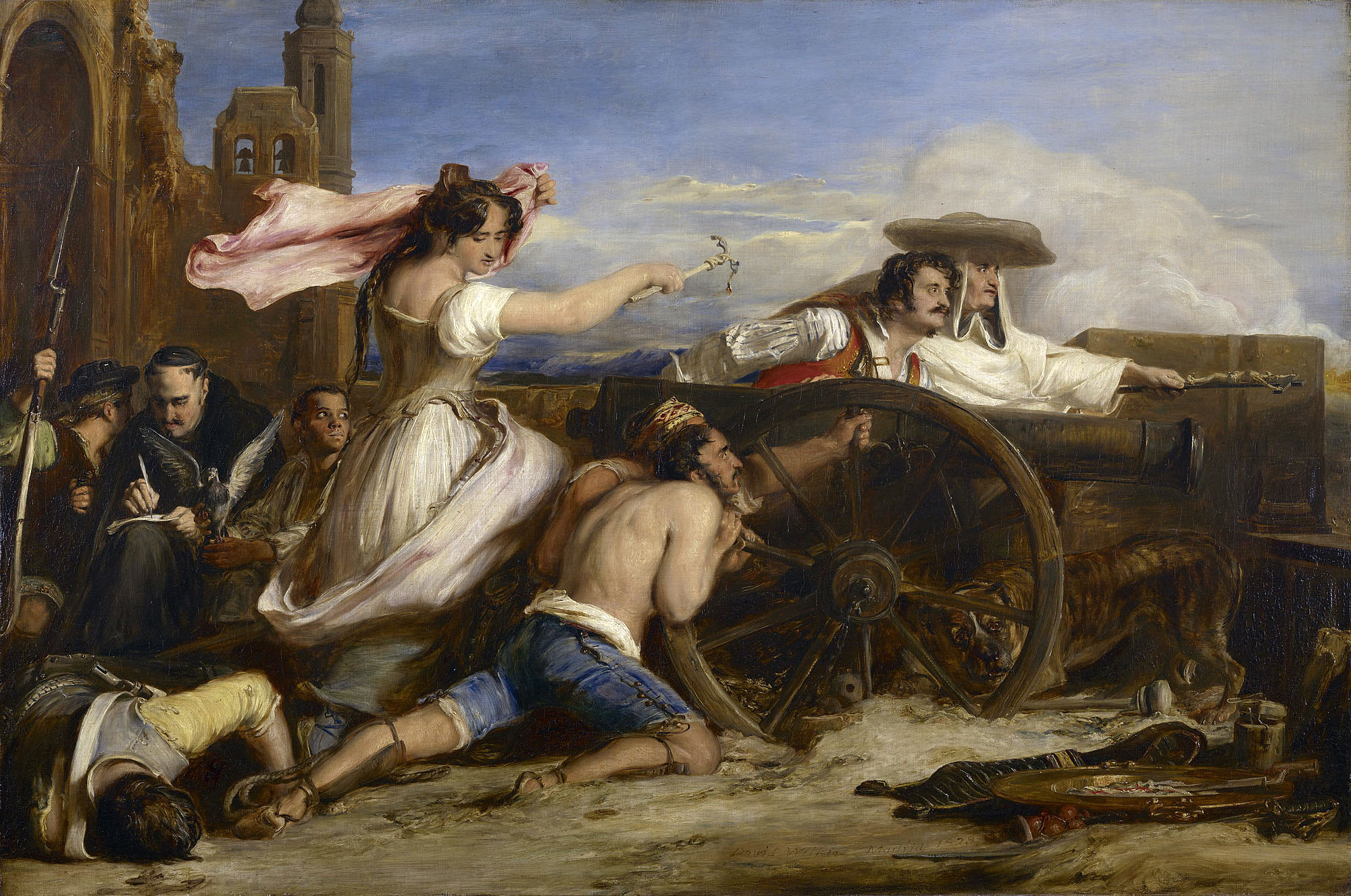
Cuadro sobre la defensa de Zaragoza pintado por David Wilkie en 1828.
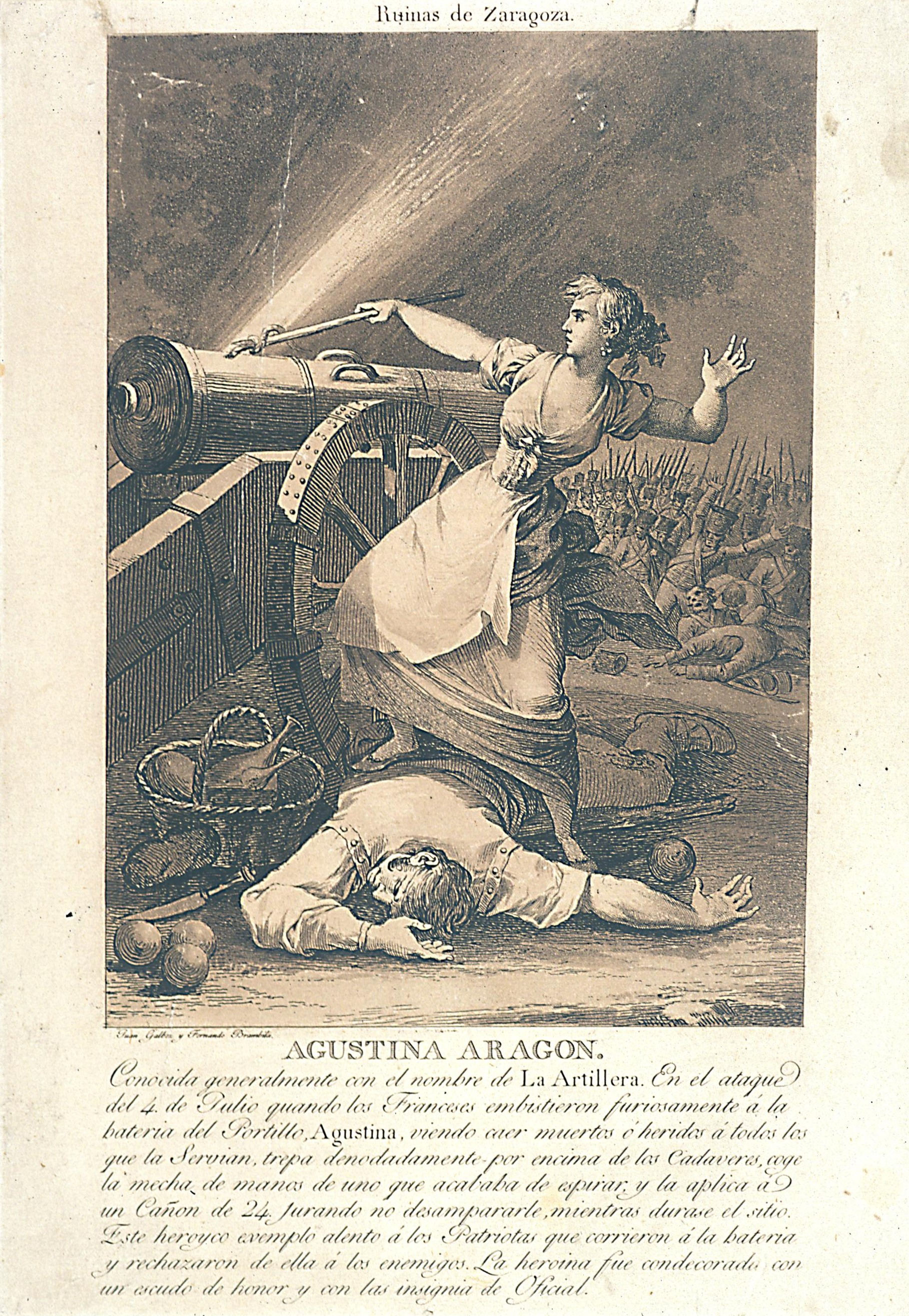
Agustina Aragón. Estampa de Juan Gálvez y Fernando Brambilla, publicada en Cádiz por la Real Academia de Bellas Artes en 1812–1813.
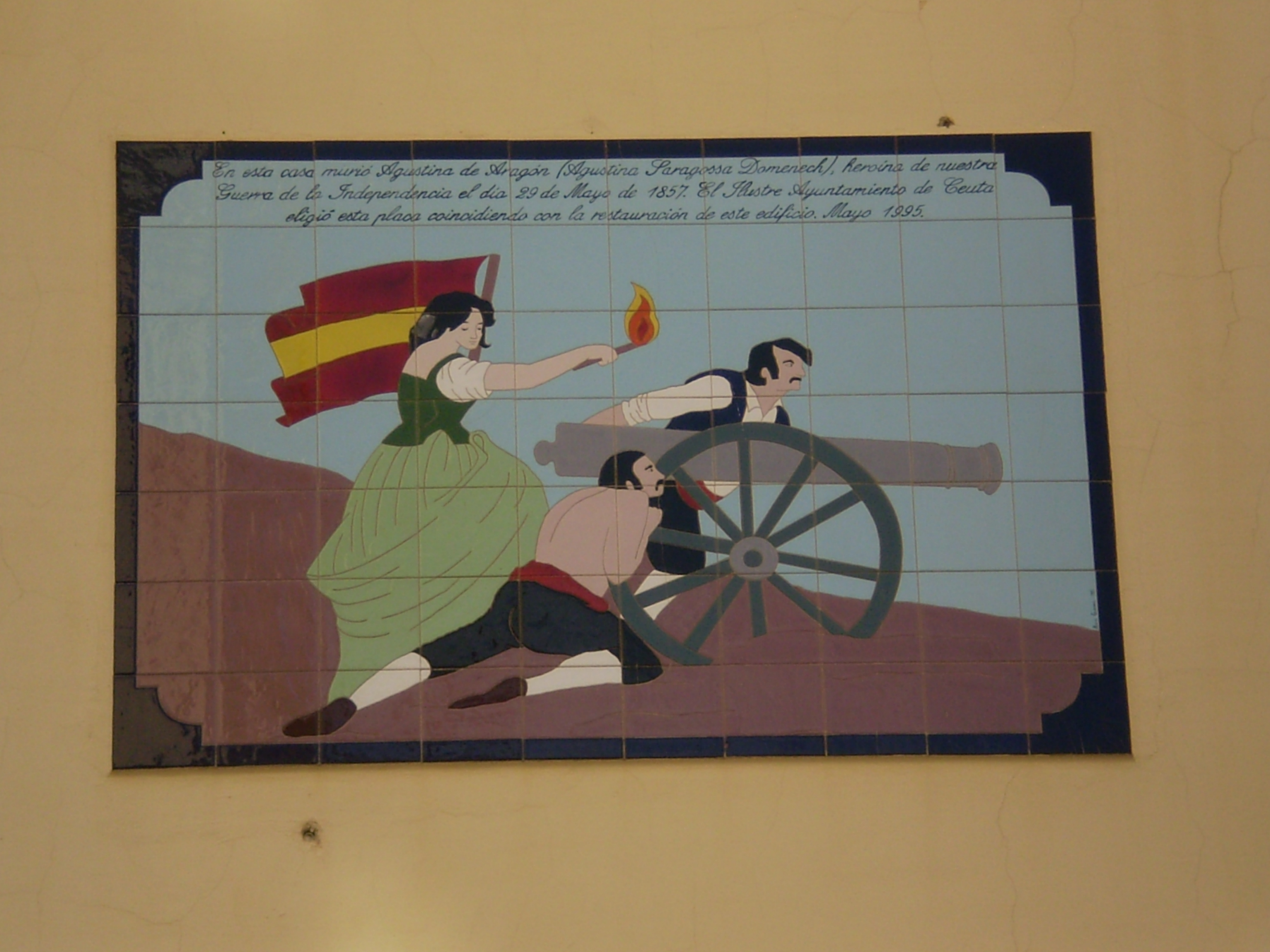
Azulejo conmemorativo de la estancia y muerte de Agustina de Aragón en Ceuta.

## Filmografía
En 1950 se estrenó la película Agustina de Aragón, dirigida por Juan de Orduña. Aurora Bautista interpretó a la heroína.[cita requerida]